# Praza da Leña
La Praza da Leña (in italiano Piazza della Legna) è una pittoresca piazza medievale che si trova nel cuore del centro storico di Pontevedra in Spagna.

## Storia
La praza da Leña era conosciuta fin dal tardo Medioevo con il nome di Eirado da Leña e prende il nome dalla principale attività commerciale che vi si svolgeva. La piazza infatti ospitava un mercato dove gli abitanti dei villaggi vicini andavano a vendere la legna che doveva essere usata come combustibile per le cucine e le case della città all'interno delle mura. I mulattieri locali si riunivano lì con i carri pieni di legna e le contadine con i loro fasci di ramoscelli e cesti di pigne.
La piazza fu ristrutturata nel XVIII secolo, quando furono costruiti i due grandi palazzi del lato est, il pazo de Castro Monteagudo e il pazo de García Flórez, e resa pedonale il 7 aprile 1990.
Nel 1998 sono state girate in piazza diverse scene del film La lingua delle farfalle di José Luis Cuerda.

## Descrizione
La piazza è una delle più piccole piazze del centro storico e la più tipica e una delle meglio conservate piazze medievali della Galizia. La piazza ha una forma rettangolare irregolare e al centro della piazza si trova un calvario di granito del XV secolo proveniente da Caldas de Reis.
Sul lato est della piazza si trovano i settecenteschi palazzi barocchi García Flórez e Castro Monteagudo (oggi appartenenti al Museo di Pontevedra) collegati da una sorta di ponte ad arco di granito. Sul lato nord, sud e ovest si trovano le popolari case galiziane con portici e gallerie in legno sul lato ovest e sud e balconi decorati con fiori sul lato nord e sud. I piani superiori erano un tempo utilizzati per le residenze. L'altezza delle case varia da uno a due piani.

## Edifici notevoli
Sul lato sud-est, il pazo barocco di Castro Monteagudo del 1760 si distingue per il suo balcone sorretto da grandi modiglioni e il pazo di García Flórez sul lato nord-est si distingue per il suo enorme stemma in pietra con l'elmo e per le statue in pietra agli angoli del tetto che rappresentano la speranza e la forza.
Il piano terra del Pazo Castro Monteagudo ha avuto nel corso dei secoli diversi usi, ad esempio come ristorante o negozio (come nel caso del negozio La Imperial). Il ristorante La Flor si trovava in questo pazo durante i primi anni del XX secolo. Al piano superiore c'era la scuola unitaria per ragazzi. L'edificio fu aperto al pubblico nell'ambito del Museo di Pontevedra il 10 agosto 1929.
Il Pazo García Flórez fu la sede della Scuola di formazione per insegnanti dal 1881 al 1930. Fu inaugurato come museo il 15 agosto 1943.
Le case di architettura popolare della piazza sono state costruite nel XVIII secolo durante la ristrutturazione della piazza.

## Cultura popolare
Attualmente la piazza è dedicata al settore alberghiero e della ristorazione ed è in parte occupata dai tavoli dei ristoranti che la circondano.
Nel 2006, lo chef basco Iñaki Bretal ha aperto il suo ristorante O Eirado da Leña in una delle case della piazza e nel 2009 il ristorante Loaira in un'altra delle case.

## Galleria d'immagini

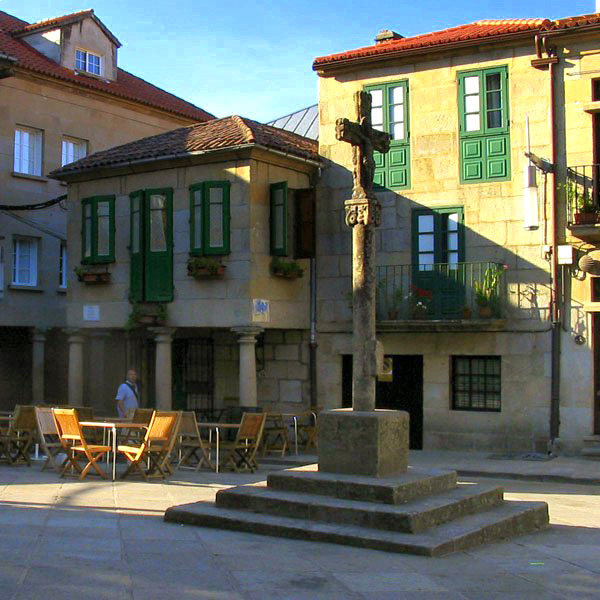
Tipico Calvario al centro della piazza
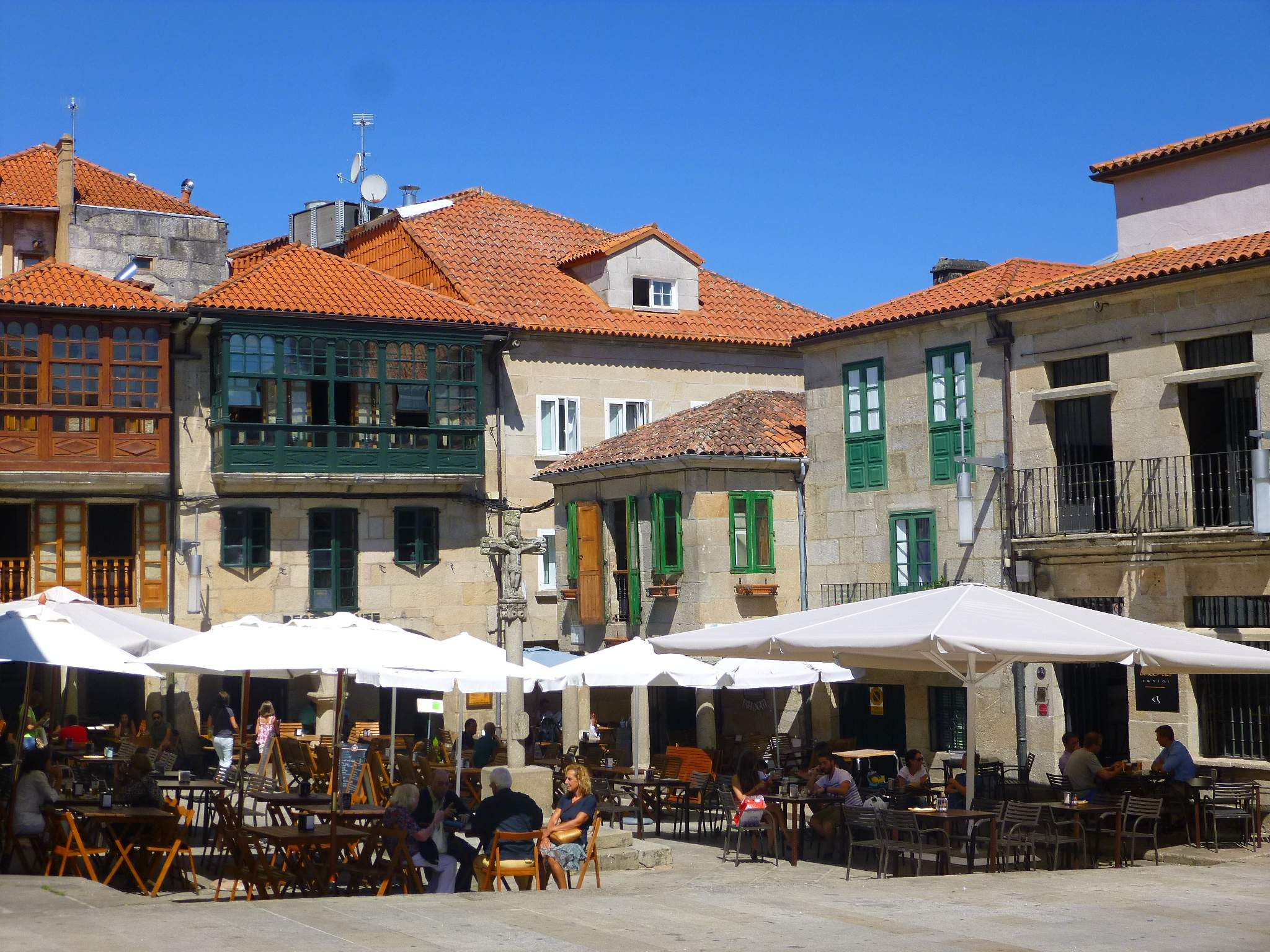
Tavoli da ristorante sulla piazza
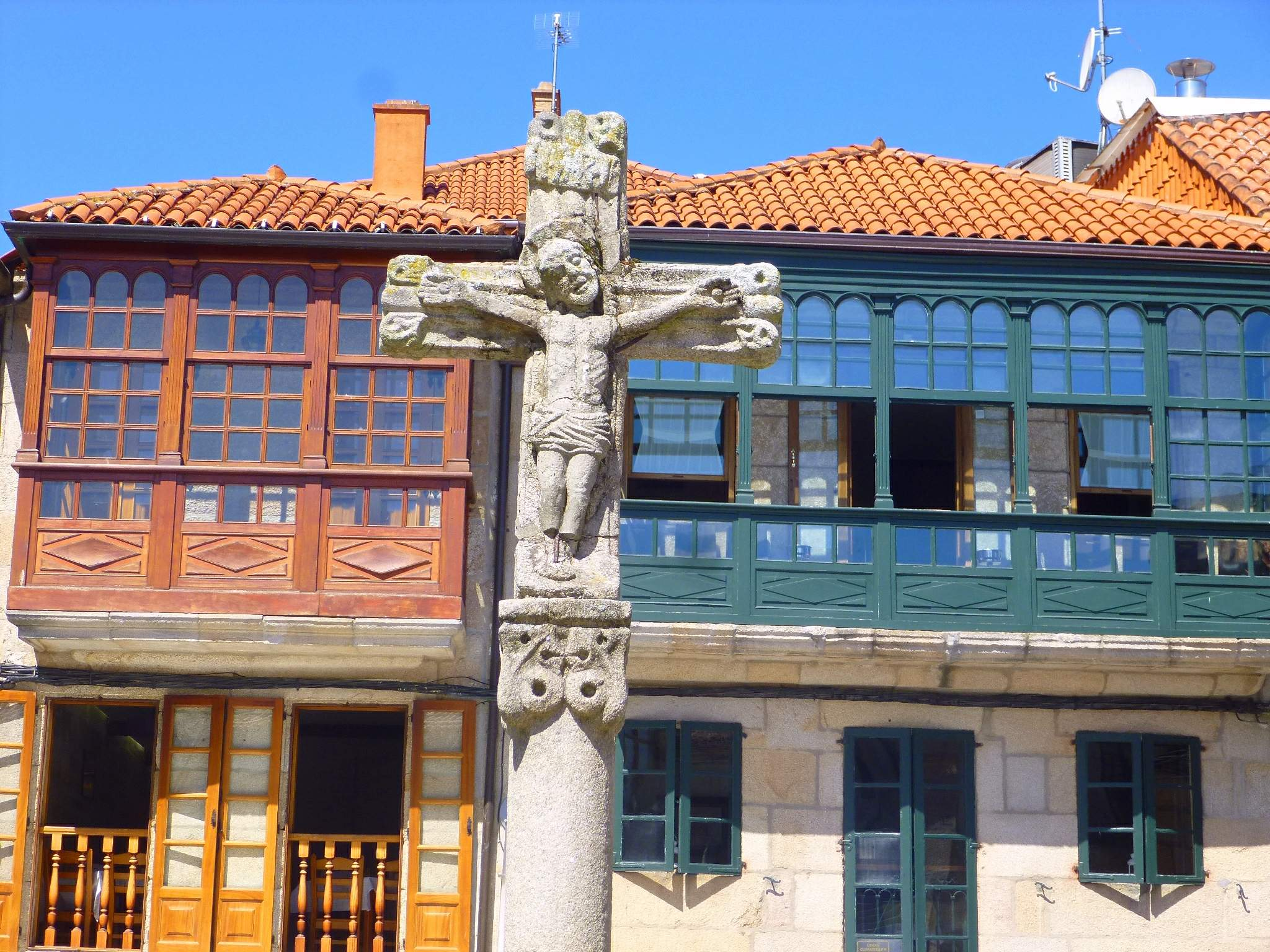
Caroce in pietra e gallerie in legno
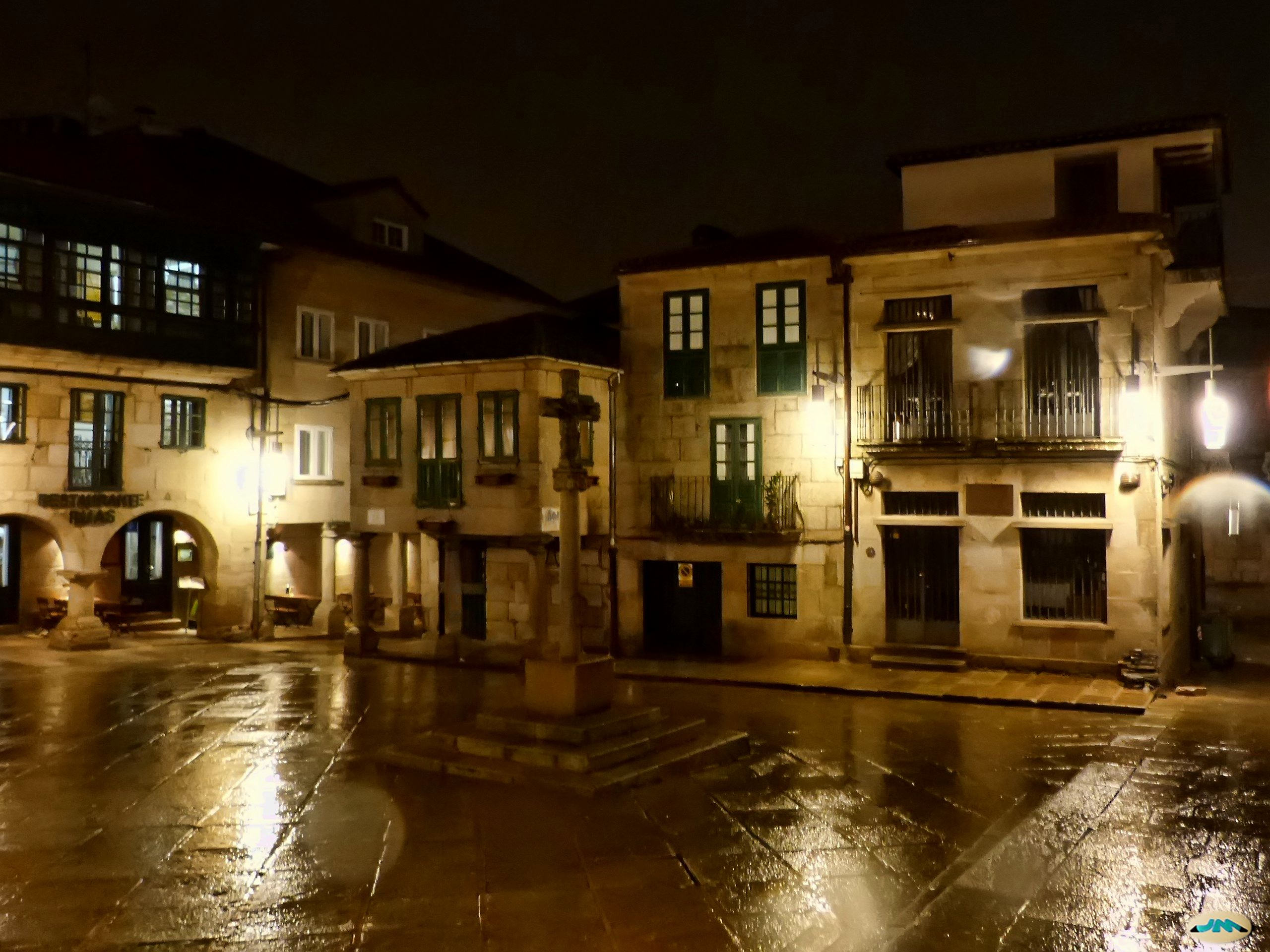
La Praza da Leña la sera
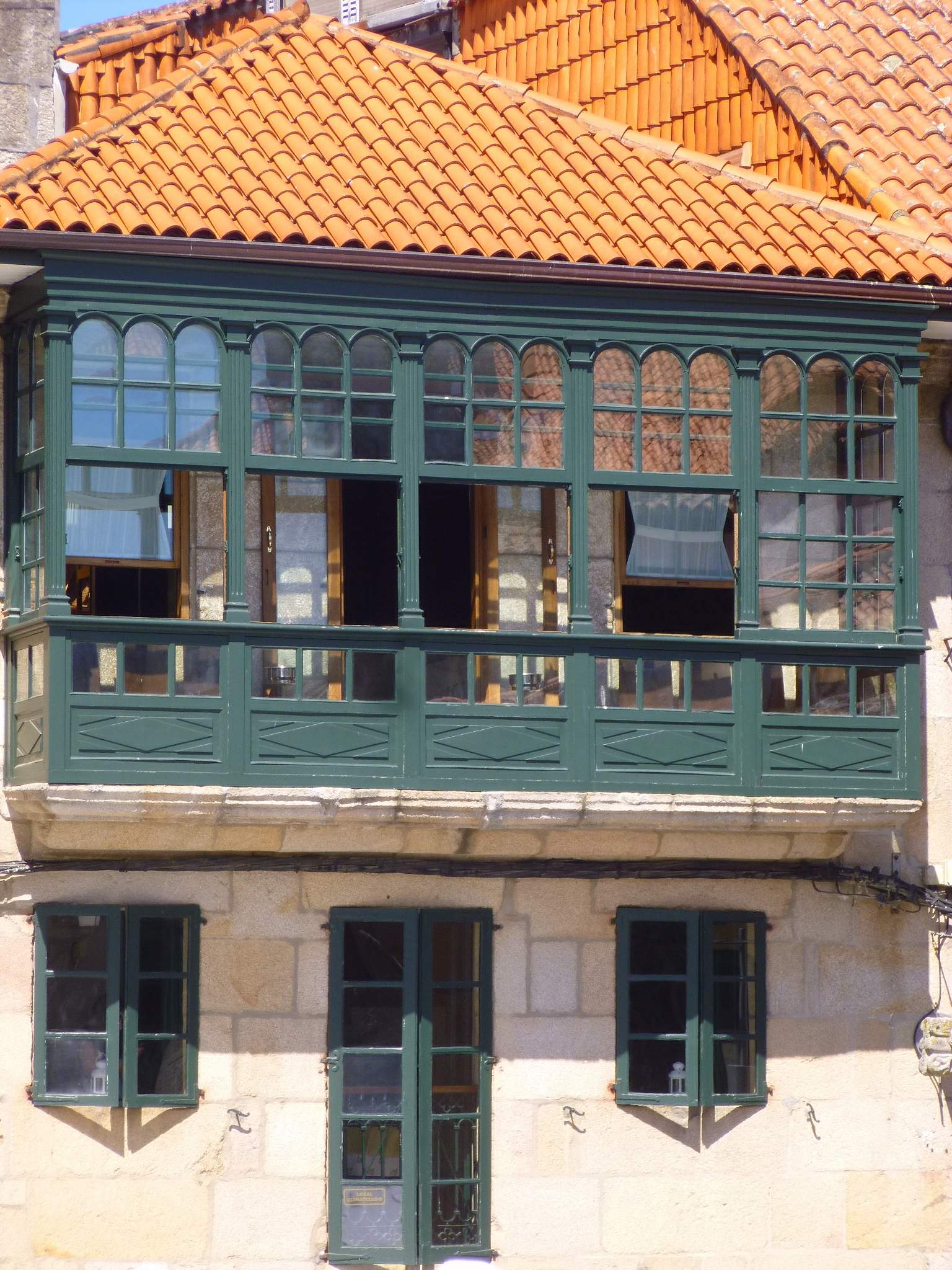
Galleria in legno
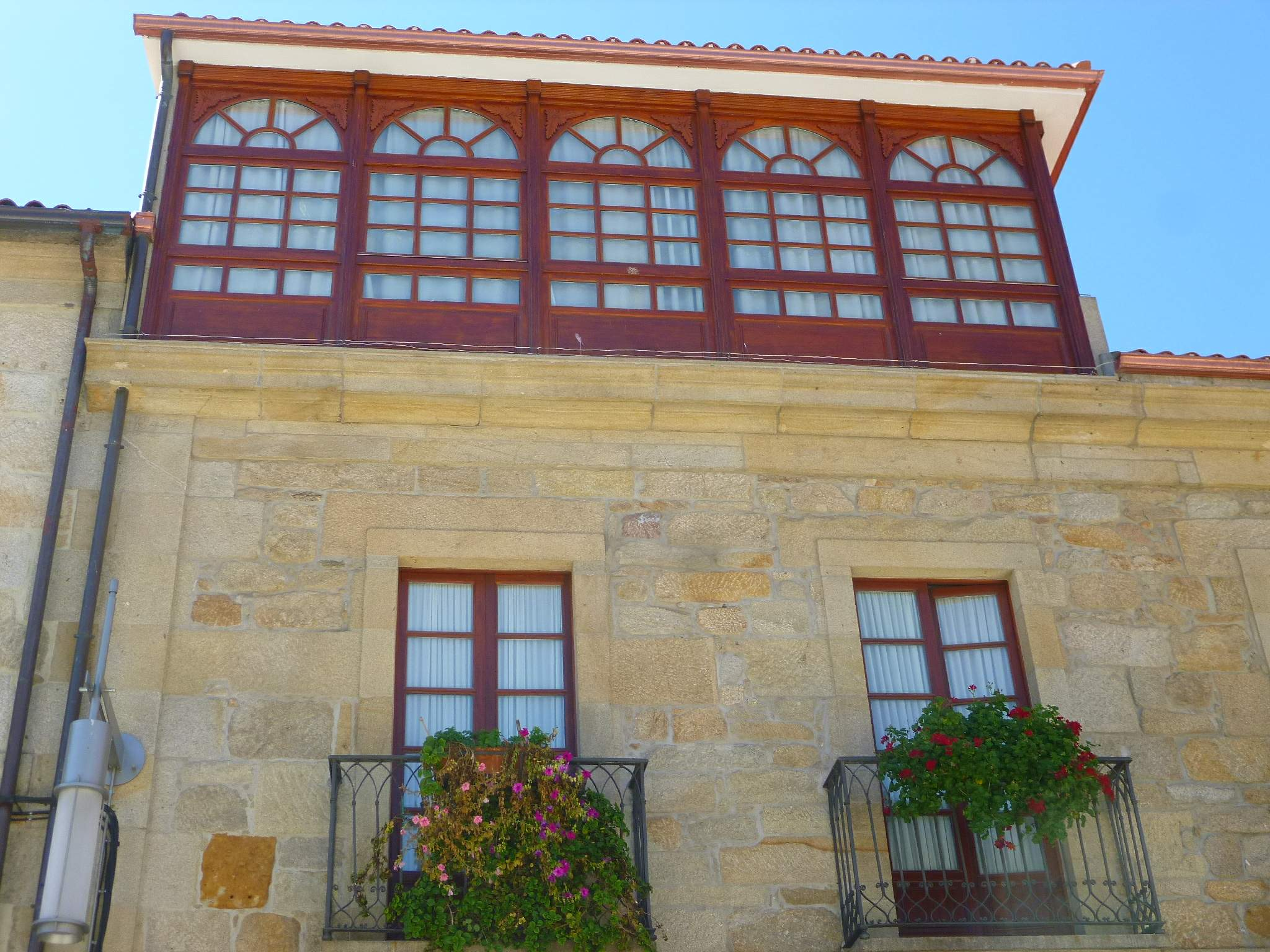
Balconi e gallerie
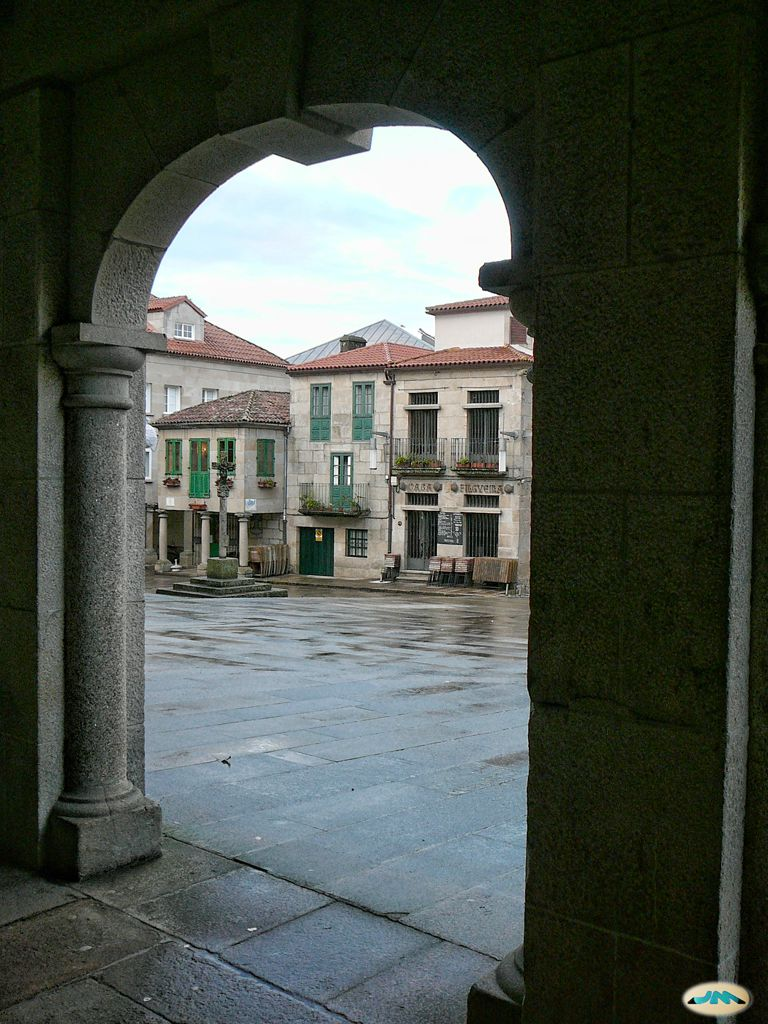
Portici dell'edificio Fernández López del Museo di Pontevedra
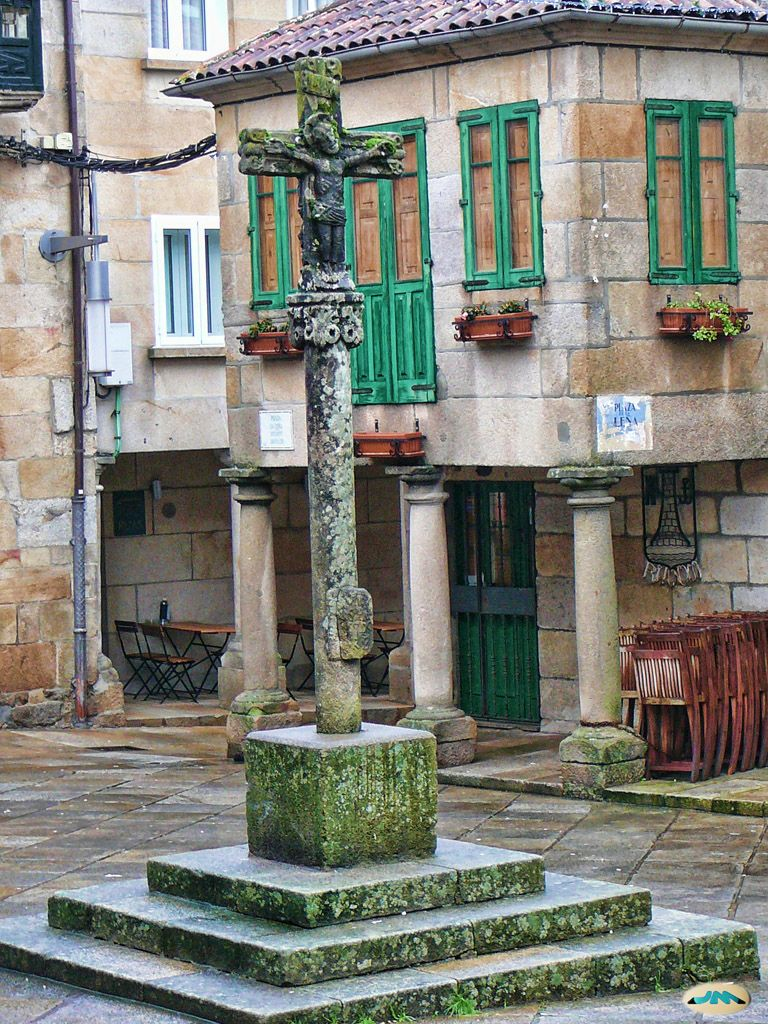
Calvario
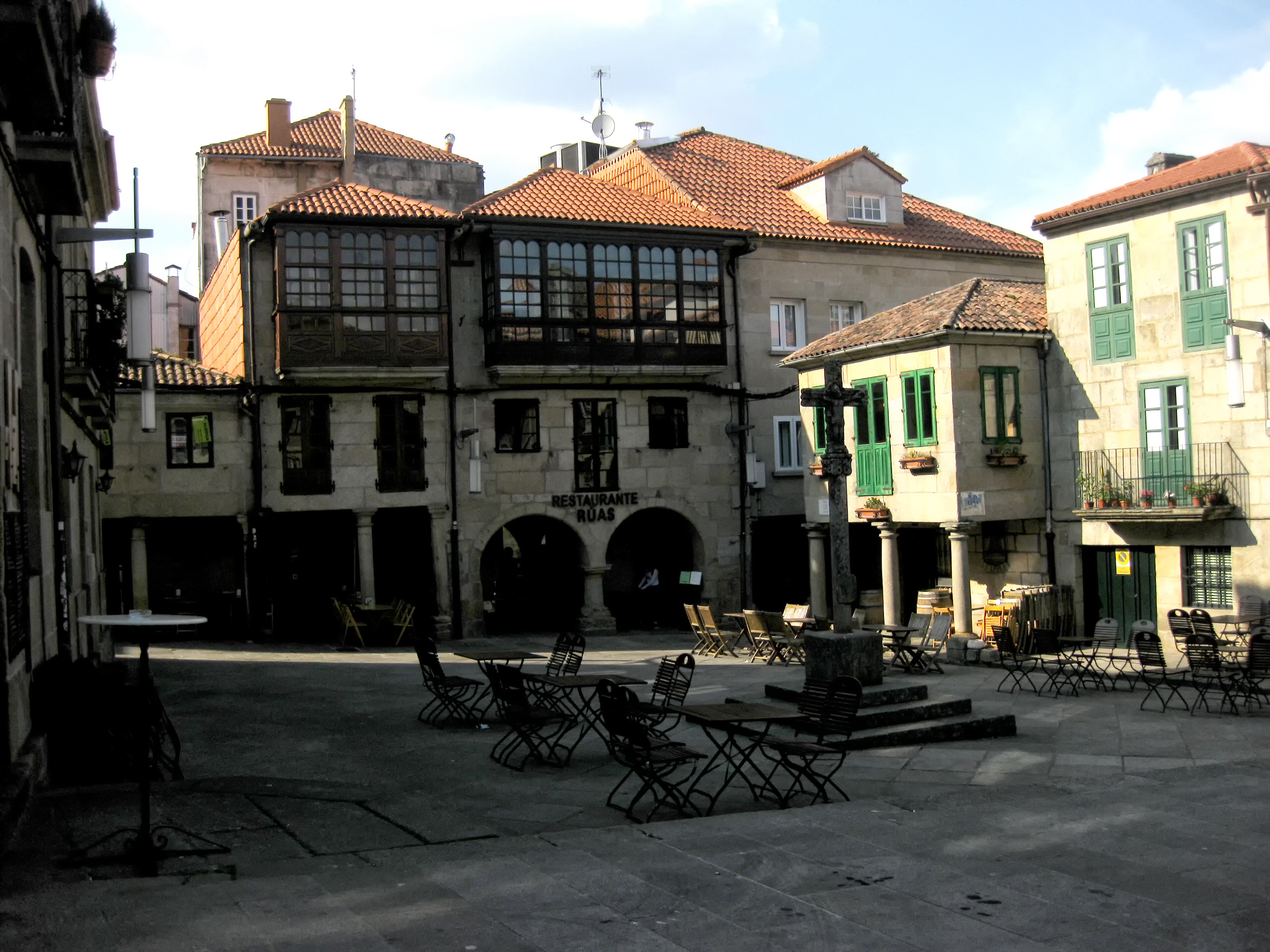
La Praza da Leña
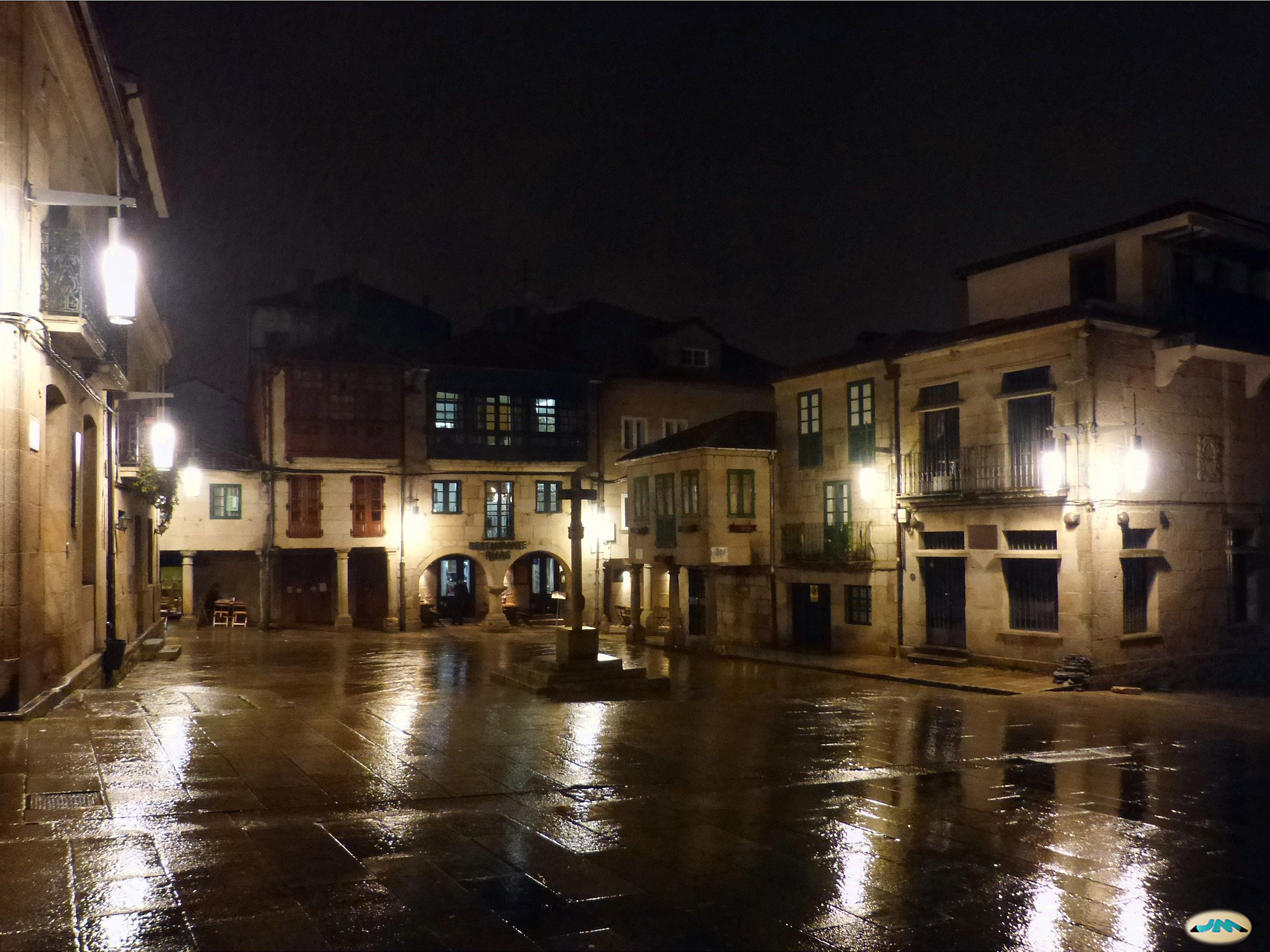
La piazza la sera